# Les Anges sauvages
Pour plus de détails, voir Fiche technique et Distribution.
Les Anges Sauvages (titre original : The Wild Angels) est un film américain réalisé par Roger Corman, sorti en 1966. Il révéla l'acteur Peter Fonda, futur héros de la contre-culture américaine dans Easy Rider.

## Synopsis
Blues est le chef d'un gang de motards. Pour récupérer la moto de son ami Loser, la troupe s'attaque à une bande rivale de motards mexicains. L’affrontement a tôt fait d’alerter la police et une course-poursuite s’engage entre Loser, qui a eu la mauvaise idée de voler une moto de police, et les forces de l’ordre.

## Fiche technique
- Titre français : Les Anges Sauvages
- Titre original : The Wild Angels
- Réalisation : Roger Corman
- Scénario : Charles B. Griffith
- Musique : Mike Curb
- Photographie : Richard Moore
- Montage : Monte Hellman
- Maquillage : Jack Obringer
- Direction artistique : Leon Ericksen
- Assistants-réalisateurs : Paul Rapp et Peter Bogdanovich
- Producteur : Roger Corman
- Producteur associé : Laurence Cruickshank
- Producteurs exécutifs : Samuel Z. Arkoff, James H. Nicholson
- Société de production : American International Pictures
- Société de distribution : American International Pictures
- Pays d'origine : États-Unis
- Format : Couleurs
- Genre : Action, drame et thriller
- Durée : 93 minutes
- Date de sortie : 1966
- Lieux de tournage : Hollywood, San Pedro et Venice (à Los Angeles), Idyllwild, Mecca, Palm Desert en Californie.

## Distribution
- Peter Fonda : Heavenly Blues
- Nancy Sinatra : Mike/Monkey
- Bruce Dern (VF : Bernard Woringer) : Joe Kearns/Loser
- Diane Ladd : Gaysh
- Buck Taylor (VF : Marc de Georgi) : Dear John
- Norman Alden (VF : Marcel Bozzuffi) : Toubib
- Michael J. Pollard : Pigmey
- Lou Procopio : Joint
- Joan Shawlee : Momma Monahan
- Marc Cavell (VF : Guy Piérauld) : Frankenstein
- Coby Denton : Bull Puckey
- Frank Maxwell (VF : Philippe Dumat) : le prêtre
- Gayle Hunnicutt : Suzie
- Art Baker (VF : Jacques Mauclair) : Thomas/Mortician
- Kim Hamilton : l'infirmière

## À noter
- Le discours de Blues face au prêtre a marqué quelques groupes indépendants :

« We want to be free! We want to be free to do what we want to do! We want to be free to ride. And we want to be free to ride our machines without being hassled by the Man. And we want to get loaded. And we want to have a good time! And that’s what we’re gonna do. We’re gonna have a good time. We’re gonna have a party! »

« (En français) : Nous voulons être libres ! Nous voulons être libres de faire ce que nous voulons faire ! Nous voulons être libres de rouler ! Et nous voulons être libres de rouler sur nos bécanes sans être harcelés par les flics. Et nous voulons être défoncés. Et nous voulons passer du bon temps ! Et c'est ce que nous allons faire. Nous allons passer du bon temps. Nous allons faire la fête ! »

- On peut en retrouver des samples notamment sur :
  - le hit rock/dance-floor "Loaded" de Primal Scream sur l'album Screamadelica, repris en habillage sonore de l'introduction du film Le dernier pub avant la fin du monde
  - le morceau "In 'N' Out of Grace" de Mudhoney sur la compilation Superfuzz Bigmuff plus Early Singles
  - en introduction du morceau "Ümlaut Barmy Army" de Ümlaut qui ouvre l'album "Havoc Wreakers".